# Краєво-Біле
Краєво-Біле (пол. Krajewo Białe) — село в Польщі, у гміні Замбрув Замбровського повіту Підляського воєводства.
Населення — 150 осіб (2011).
У 1975-1998 роках село належало до Ломжинського воєводства.

## Демографія
Демографічна структура станом на 31 березня 2011 року:
|          | Загалом | Допрацездатний вік | Працездатний вік | Постпрацездатний вік |
| -------- | ------- | ------------------ | ---------------- | -------------------- |
| Чоловіки | 80      | 17                 | 52               | 11                   |
| Жінки    | 70      | 13                 | 41               | 16                   |
| Разом    | 150     | 30                 | 93               | 27                   |